# Reinhold Tischler
Reinhold Tischler ist ein österreichischer Schauspieler.

## Werk
1964 hatte Reinhold Tischler in dem Fernsehfilm Das verwunschene Schloss seinen ersten Auftritt. 1971 erhielt er in der Fernsehserie Wenn der Vater mit dem Sohne erstmals eine wiederkehrende Rolle. 1973 bis 1974 erschien er in 26 Folgen der Fernsehserie Hallo – Hotel Sacher … Portier!. Zwischen 1990 und 1995 leitete er die Komödienfestspiele Krems, wo er zugleich Regie führte.

## Theater (Auswahl)
(Quelle: theadok)

### Schauspieler
- 1984: Compagnon in allen Lagen, Intime Bühne, Wien
- 1986: Evakathel und Schnudi, Laxenburger Kultursommer, Franzensburg
- 1989: Katharina Knie, Perchtoldsdorfer Sommerspiele
- 1989: Dantons Tod, Stadttheater Wiener Neustadt
- 1993: Das Gewürzkrämerkleeblatt, Krems (auch Regie)

### Regie
- 1970: Helden, Burgenländische Landesbühne Eisenstadt
- 1981: Die Millionenmelodie, Kleine Komödie Wien
- 1989: Der Barbier von Sievering, Laxenburger Kultursommer, Franzensburg
- 1992: Unverhofft, Krems
- 1994: Rache ist süß, Jennersdorf (Gastspiel)
- 1995: Spiel im Schloß, Krems

## Filmografie (Auswahl)
- 1964: Das verwunschene Schloss (Fernsehfilm)
- 1968: Reiterattacke (Fernsehfilm)
- 1970: Messerköpfe (Fernsehfilm)
- 1971: Wenn der Vater mit dem Sohne (Fernsehserie, 3 Folgen)
- 1973–1974: Hallo – Hotel Sacher … Portier! (Fernsehserie, 26 Folgen)
- 1974: Die Liab am Almsee (Fernsehfilm)
- 1975: Ein treuer Diener seines Herrn (Fernsehfilm)
- 1976–2004: Tatort (Fernsehserie, 4 Folgen)
- 1977: Die Abenteuer des braven Soldaten Schwejk (Fernsehserie, Folge 2x03)
- 1983: Der gute Engel (Miniserie, 8 Folgen)
- 1984: Weltuntergang (Fernsehfilm)
- 1986: Der Leihopa (Fernsehserie, Folge 2x02)
- 1988: Ringstraßenpalais (Fernsehserie, 2 Folgen)
- 1990, 1994: Wer A sagt (Fernsehserie, 2 Folgen)
- 1993: Die liebe Familie (Fernsehserie, Folge 14x01)
- 1998: Kaisermühlen Blues (Fernsehserie, Folge 5x05)
- 1999: Medicopter 117 – Jedes Leben zählt (Fernsehserie, Folge 2x07)
- 2002: Julia – Eine ungewöhnliche Frau (Fernsehserie, Folge 4x12)
- 2005: FM4 TV (Fernsehfilm)
- 2007: SOKO Donau (Fernsehserie, Folge 3x12)
- 2011: Tom Turbo (Fernsehserie, eine Folge)